# Художественный музей (Мариехамн)
Художественный музей Аландских островов (швед. Ålands konstmuseum) — одно из самых больших на Аландских островах собраний живописи, графики и скульптуры художников архипелага. Расположен в Мариехамне в одном здании с Аландским музеем.

## История
Решение об организации художественного музея Аландских островов было принято в 1955 году Аландским союзом художников. В 1957 году правительство Аландских островов образовало для этих целей специальную закупочную комиссию, деятельность которой увенчалась открытием в 1963 году Художественного музея в Мариехамне.
Здание музея было построено в 1981 году архитектором Хелмером Стенросом в рамках «Проекта-77».
Наиболее значительной работой в собрании художественного музея является картина «Åländsk Bondbrud» (1869) художника-портретиста Карла Янссона.
Интерес представляет также собрание работ художников так называемой художественной колонии Эннингебю — места творчества многих живописцев Аландских островов, Финляндии и Швеции (худ. Виктор Вестерхольм и др.).